# Отворено првенство Словеније у тенису 2007 — парови
Отворено првенство Словеније у тенису 2007. у конкуренцији парова одигран је од 21. до 27. јула 2008. Учествовало је 16 парова са играчицама из 18 земаља.
Победиле су Чехиње Луција Храдецка и Рената Ворачова. За Луцију Храдецку ово је била трећа ВТА титула а Ренату Ворачеву четврта у игри парова у каријери.

### Списак носилаца
| Број | Пар                                    | Резултат   | Резултат                        |
| ---- | -------------------------------------- | ---------- | ------------------------------- |
| 1    | Емили Лоа Мајлен Тју (78)              | Полуфинале | Луција Храдецка Рената Ворачова |
| 2    | Марија Елена Камерин Жизела Гулко (82) | 1. коло    | Андреја Клепач Јелена Лиховцева |
| 3    | Луција Храдецка Рената Ворачова (104)  | Победнице  | Андреја Клепач Јелена Лиховцева |
| 4    | Клаудија Јанс Алија Росолска (152)     | 1. коло    | Стефани Форетз Емануела Гаљарди |

## Прво коло
| бр. | 1. пар                               | Резултат          | 2. пар                                          |
| --- | ------------------------------------ | ----------------- | ----------------------------------------------- |
| 1.  | Емили Лоа Мајлен Ту (1)              | 6-2, 6-2          | Ангелика Кербер Lilia Остерло                   |
| 2.  | Јасмина Кајтазовић Тина Обреж ] (ВК) | 2-6, 4-6          | Јекатерина Дрантес · Ивана Лисјак Хрватска      |
| 3.  | Луција Храдецка Рената Ворачова (3)  | 6-1, 6-1          | Маргарита Шаквашнили · Каролина Косинска Пољска |
| 4.  | Макси Ехмер Корина Перковић          | 6-7(2), 6-2, 10-8 | Александра Дулгеру Ана Јовановић                |
| 5.  | Каталина Качликова Кети Обрајен      | 6-2, 7-5          | Антонија Матић Ања Прислан                      |
| 6.  | Стефани Форетз Емануела Гаљарди      | 6-2, 1-6, 10-4    | Клаудија Јанс Алија Росолска (4)                |
| 7.  | Сибила Бамер Полона Херцог           | 6-0, 6-1          | Таја Мохорчич Петра Пајалич                     |
| 8.  | Андреја Клепач Јелена Лиховцева      | 6-3, 6-7(4), 10-5 | Марија Елена Камерин Жизела Гулко (2)           |

## Четвртфинале
| бр. | 1. пар                              | Резултат | 2. пар                                     |
| --- | ----------------------------------- | -------- | ------------------------------------------ |
| 1.  | Емили Лоа Мајлен Ту (1)             | предаја  | Јекатерина Дрантес · Ивана Лисјак Хрватска |
| 2.  | Луција Храдецка Рената Ворачова (3) | 6-0, 6-2 | Макси Ехмер Корина Перковић                |
| 3.  | Каталина Качликова Кети Обрајен     | 4-6, 3-6 | Стефани Форетз Емануела Гаљарди            |
| 4.  | Сибила Бамер Полона Херцог          | 4-6, 1-6 | Андреја Клепач Јелена Лиховцева            |

## Полуфинале
| бр. | 1. пар                          | Резултат | 2. пар                                |
| --- | ------------------------------- | -------- | ------------------------------------- |
| 1.  | Емили Лоа Мајлен Ту (1)         | 0-6, 2-6 | Луција Храдецка Рената Ворачова (104) |
| 2.  | Стефани Форетз Емануела Гаљарди | 4-6, 1-6 | Андреја Клепач Јелена Лиховцева       |

## Финале
| бр. | 1. пар                              | Резултат       | 2. пар                         |
| --- | ----------------------------------- | -------------- | ------------------------------ |
| 1.  | Луција Храдецка Рената Ворачова (3) | 5-7, 6-4, 10-7 | Андреа Клепач Јелена Лиховцева |